# 奧爾德里奇-布朗希爾斯 (英國國會選區)
奧爾德里奇-布朗希爾斯（英語：Aldridge-Brownhills），英國國會一自治市選區，位於英格蘭西米德蘭茲郡，包括沃爾索爾都市自治市東北部六個地方選區。
本區創設於1974年。1979年以後當區議員為保守黨的理查·謝潑德。他在2010年大選以59.3%選票成功連任。
2015年大選中保守黨的溫蒂·莫頓（Wendy Morton）當選。2017年大選中，溫蒂·莫頓連任。